# Лю син чуй

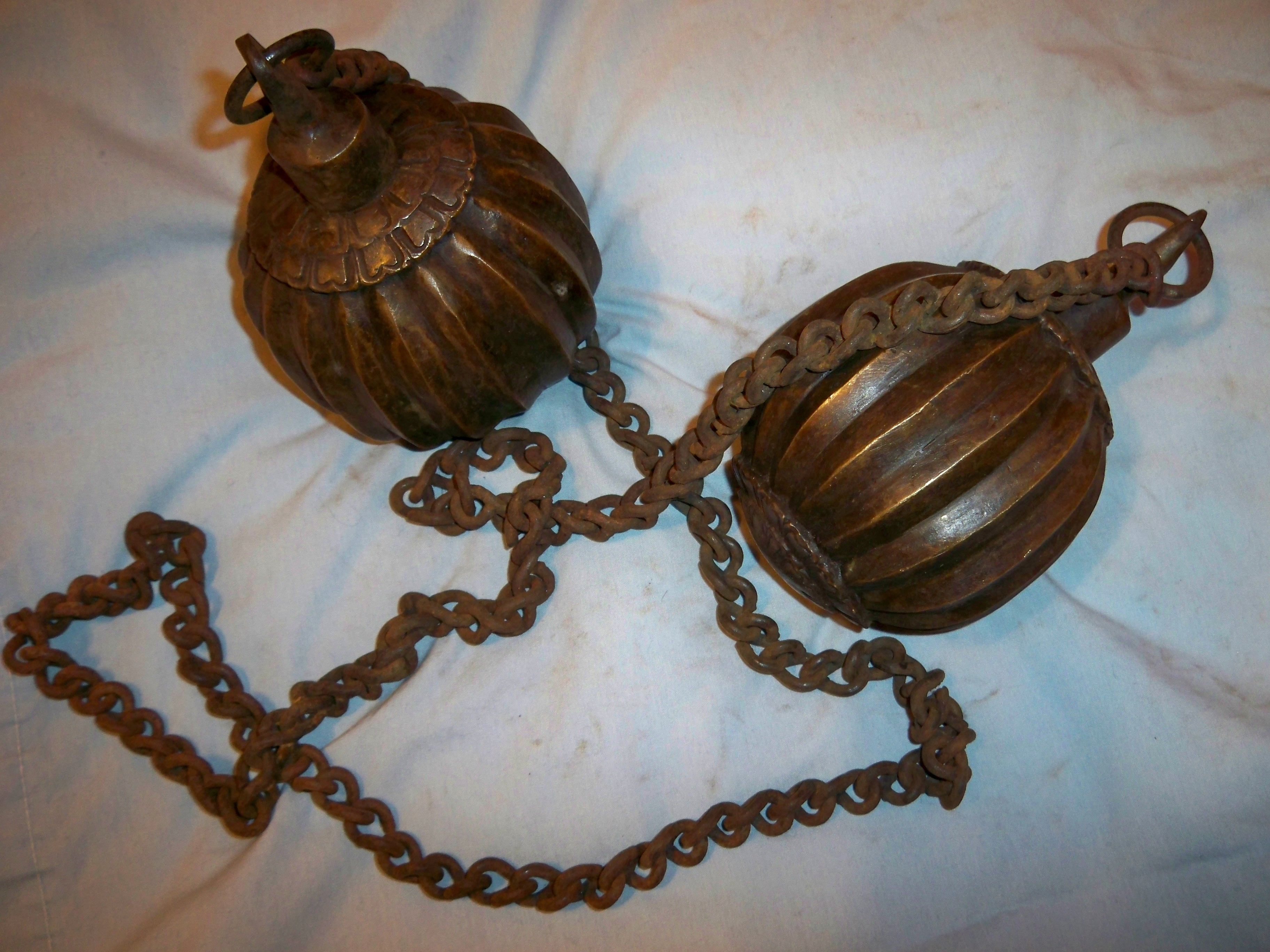
Парный молот-метеор

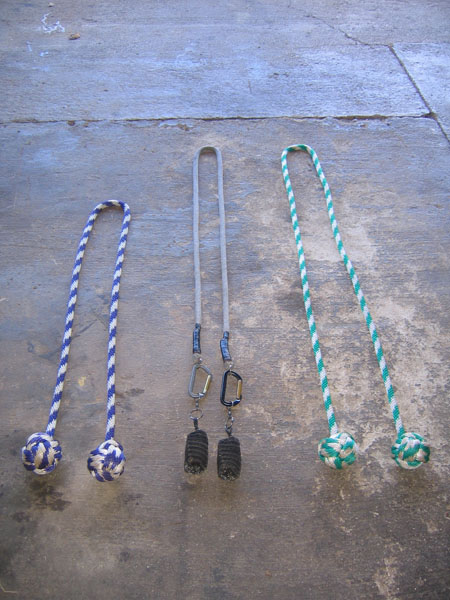
Показательно-тренировочные парные «метеоры»

Лю син чуй (кит. упр. 流星錘, пиньинь liúxīng chuí — «молот-метеор») — китайское гасило.

## Устройство
Представляет собой металлический ударный груз, закреплённый на верёвке длиной от 3 до 6 м, но чаще около 4,5 метра. Форма ударного груза может быть разнообразной, в частности сферической, тыквообразной, грушевидной, шести- или восьмигранной. Иногда использовался крупный шар с шипами, в этом случае оружие называется ланъачуй — «волчезубый молот». Сразу за гирькой обычно крепится платок, предназначенный для ограничения её скорости, а также для дезориентации противника. С противоположного конца верёвка завязывается петлёй для надевания на кисть руки.
В некоторых вариантах верёвка снабжалась ударными грузами с двух концов. В этом случае её длина была существенно меньше. Такое оружие называлось «парный молот-метеор».
Другое оружие, под названием шэн бяо (кит. упр. 繩鏢, пиньинь shéng biāo), отличалось ударным грузом с коническим остриём.

## Применение
Согласно китайской легенде, лю син чуй изобрёл мастер, которому однажды пришлось отбиваться от разбойников с помощью кошелька с монетами, который он носил на верёвке. Однако достоверно история возникновения этого оружия неизвестна. Подобное оружие не использовалось в армии, а применялось лишь отдельными мастерами боевых искусств.
Техника применения этого оружия очень сложна и многообразна. К основным элементам его использования относятся:
- Выбрасывание ударного груза в противника — наиболее эффективно с шэн бяо.
- Нанесение ударов по круговой траектории, как кистенём.
- Использование верёвки для запутывания противника.

Техника работы с парным молотом-метеором имеет значительные различия. Она включает разнообразные вращения и имеет некоторое сходство с техникой работы таким оружием, как шест или сань-цзе-гунь.

## Современное использование
Лю син чуй входит в современный список 18 классических видов оружия Китая, утверждённый в 1962 году. Работа с этим оружием изучается в современных школах боевых искусств в КНР. Также в современном Китае и за его пределами как обычные, так и парные молоты-метеоры используются для показательных выступлений, причём в некоторых случаях вместо ударных грузов применяют пропитанные горючей жидкостью «фитили», которые поджигаются.